# Kutusow-Denkmal (Bolesławiec)

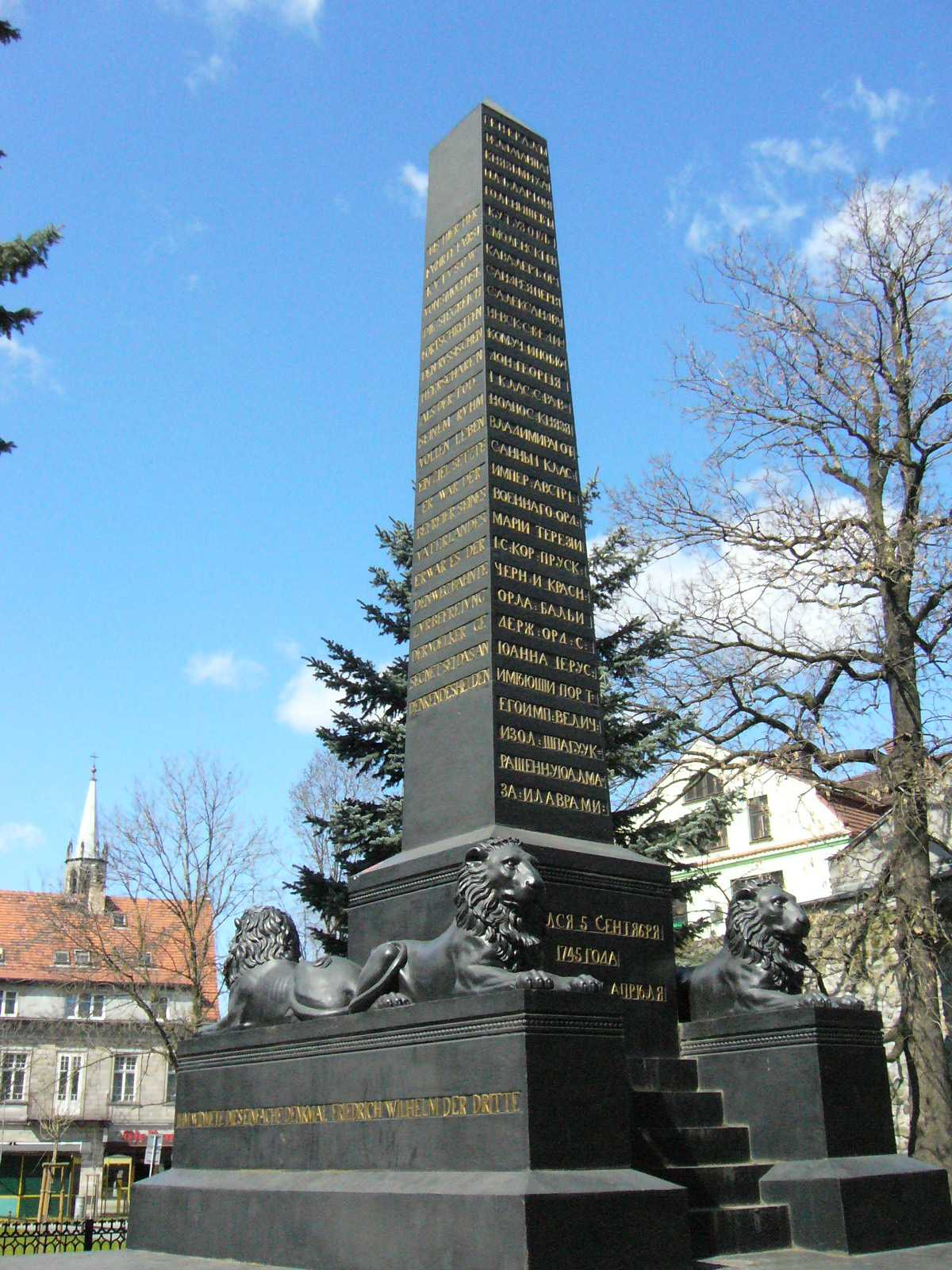
Kutusow-Denkmal

Das Kutusow-Denkmal (polnisch pomnik Kutuzowa) befindet sich heute im Park nad stawem in Bolesławiec (deutsch: Bunzlau).

## Geschichte
Michail Illarionowitsch Kutusow hatte 1813 in Preußen für den gemeinsamen Kampf gegen Napoleon geworben und war hier 1813 gestorben. Auf Befehl des preußischen Königs Friedrich Wilhelm III. wurde 1819 in seinem Sterbeort Bunzlau ein Denkmal errichtet. Ursprünglich stand das Denkmal auf dem Bunzlauer Ring. Die Urheberschaft Schinkels ist durch einen Vermerk in der Berliner Eisengießerei gesichert. Schon 1822 musste das Denkmal restauriert werden. Seit 1892 steht es auf der Schlosspromenade am Stadtrand, direkt an der Stadtmauer. Die russische Inschrift und die Person des Geehrten schützten das Denkmal offenbar vor Zerstörung während der radikalen Polonisierung der Stadt nach 1945.

## Gestaltung
Bei dem Ehrenmal handelt es sich um einen ca. 10 m hohen Obelisken, der auf einem von vier Löwen flankierten Sockel steht. Die Löwen entstanden nach einem Entwurf von Johann Gottfried Schadow. Auf allen vier Seiten ist das Denkmal mit Inschriften versehen. Je zwei Seiten sind in deutscher und russischer Sprache gehalten, die von Kutusows Taten und Ehrungen berichten.

## Nachweise
- Schinkelzentrum der Technischen Universität Berlin, Haus der Brandenburgisch-Preußischen Geschichte (Hrsg.): Karl Friedrich Schinkel. Führer Zu Seinen Bauten. Band 2 Von Aachen über die Mark Brandenburg bis Sankt Petersburg. Deutscher Kunstverlag, 2018, S. 149–150.